# Actrices – oder der Traum aus der Nacht davor
Actrices – oder der Traum aus der Nacht davor ist ein französischer Spielfilm aus dem Jahr 2007 und die zweite Regiearbeit der italienischen Schauspielerin Valeria Bruni Tedeschi.

## Handlung
Marcelline, eine populäre und von den Kritikern gefeierte Schauspielerin, soll die Hauptrolle der Natalja Petrowna in Iwan Turgenews Theaterstück Ein Monat auf dem Lande spielen. der Regisseur Denis hält die Truppe unerbittlich auf Trab und gönnt ihnen nur wenige Pausen. Auf den Hinweis ihrer Gynäkologin begreift Marcelline erst, dass ihr 40. Geburtstag unmittelbar bevorsteht. Sie fragt sich, was sie in ihrem Leben schon geschafft hat. Bisher nur in der Welt des Theaters lebend, erkennt sie jetzt, wie weltfremd sie ist. Dadurch gerät sie in eine tiefe Sinnkrise, in deren Folge sie Traum und Wirklichkeit nicht mehr unterscheiden kann.

## Kritiken
Esther Busse schrieb im Filmmagazin Schnitt Nr. 50, Valeria Bruni Tedeschi habe sich „eine verschrobene Rolle geschrieben, deren neurotische Tollpatschigkeit immer wieder den abgesteckten Rahmen der Komik verläßt und unberechenbare Formen der Konfrontation sucht“.
Der Spiegel kam zu dem Ergebnis, es gehöre zur großen Kunst „dieser Schauspielerin und Regisseurin, dass es ihr gelingt, diese Ich-bezogene, überspannte Diva im richtigen Moment trotzdem sympathisch erscheinen zu lassen“. Valeria Bruni-Tedeschi nehme sich selbst niemals zu ernst, sondern entwerfe mit „Actrices“ ein „ironisches und zugleich trauriges Selbst- und Künstlerporträt, in dem Theater und Leben, Realität und Fiktion oft nicht mehr auseinander zu halten [sic!] sind“.
Die „bezaubernde“ Valeria Bruni Tedeschi schwelge hier in Klischees und verfalle auf Stereotypen, so das Hamburger Abendblatt. Dabei habe sie Gefallen daran gefunden, „entgegen ihrem Image als scheue Darstellerin, die nicht einmal Interviews gibt“ als „exaltierte, hibbelige Nervensäge [aufzutreten], deren Eitelkeit verletzt wurde“.

## Auszeichnungen
- Internationale Filmfestspiele von Cannes 2007: Spezialpreis der Jury für Valeria Bruni Tedeschi
- César 2008: Nominierung für Noémie Lvovsky als beste Nebendarstellerin